# جایزه بزرگ بلژیک ۱۹۶۵
جایزه بزرگ بلژیک ۱۹۶۵ (انگلیسی: ‎1965 Belgian Grand Prix‎) یک مسابقهٔ موتوری در رشتهٔ اتومبیل‌رانی فرمول یک بود که در تاریخ ۱۳ ژوئن ۱۹۶۵ در اسپا-فرانکورشان واقع در اسپا، بلژیک برگزار شد. این گراند پری در میان ۱۰ گراند پری در فصل ۱۹۶۵، مسابقهٔ شمارهٔ ۳ بود.
در این مسابقه که در ۳۲ دور و به مسافت ۴۵۱٫۱۸۰ کیلومتر (۲۸۰٫۳۵۰ مایل) برگزار شد، پول پوزیشن توسط گراهام هیل کسب شد و سریع‌ترین زمان برای طی یک دور پیست که برابر با ۴:۱۲٫۹ بود نیز توسط جیم کلارک به ثبت رسید.
جیم کلارک از تیم لوتوس-کلیمکس، جکی استوارت از تیم بی‌آرام و بروس مک‌لارن از تیم کوپر-کلیمکس به‌ترتیب مقام‌های اول تا سوم مسابقه را کسب کردند.

## رده‌بندی قهرمانی پس از مسابقه
|       | جایگاه | راننده      | امتیاز |
| ----- | ------ | ----------- | ------ |
| ۱     | ۱      | جیم کلارک   | ۱۸     |
| ۱     | ۲      | گراهام هیل  | ۱۵     |
| ۲     | ۳      | جکی استوارت | ۱۱     |
| ۱     | ۴      | جان سرتیز   | ۹      |
| ۱     | ۵      | بروس مک‌لارن | ۸      |
| منبع: |        |             |        |

|       | جایگاه | سازنده        | امتیاز |
| ----- | ------ | ------------- | ------ |
|       | ۱      | بی‌آرام        | ۱۹     |
| ۱     | ۲      | لوتوس-کلیمکس  | ۱۸     |
| ۱     | ۳      | فراری         | ۱۲     |
|       | ۴      | کوپر-کلیمکس   | ۳      |
| ۱     | ۵      | برابام-کلیمکس | ۳      |
| منبع: |        |               |        |

یادداشت
- تنها پنج جایگاه نخست از هر رده‌بندی نمایش داده شده‌است.